# Cyrkuł sokalski
Cyrkuł sokalski (niem. Sokaler Kreis) – jednostka administracyjna Cesarstwa Austrii w Królestwie Galicji i Lodomerii w latach 1782–1783.

## Historia

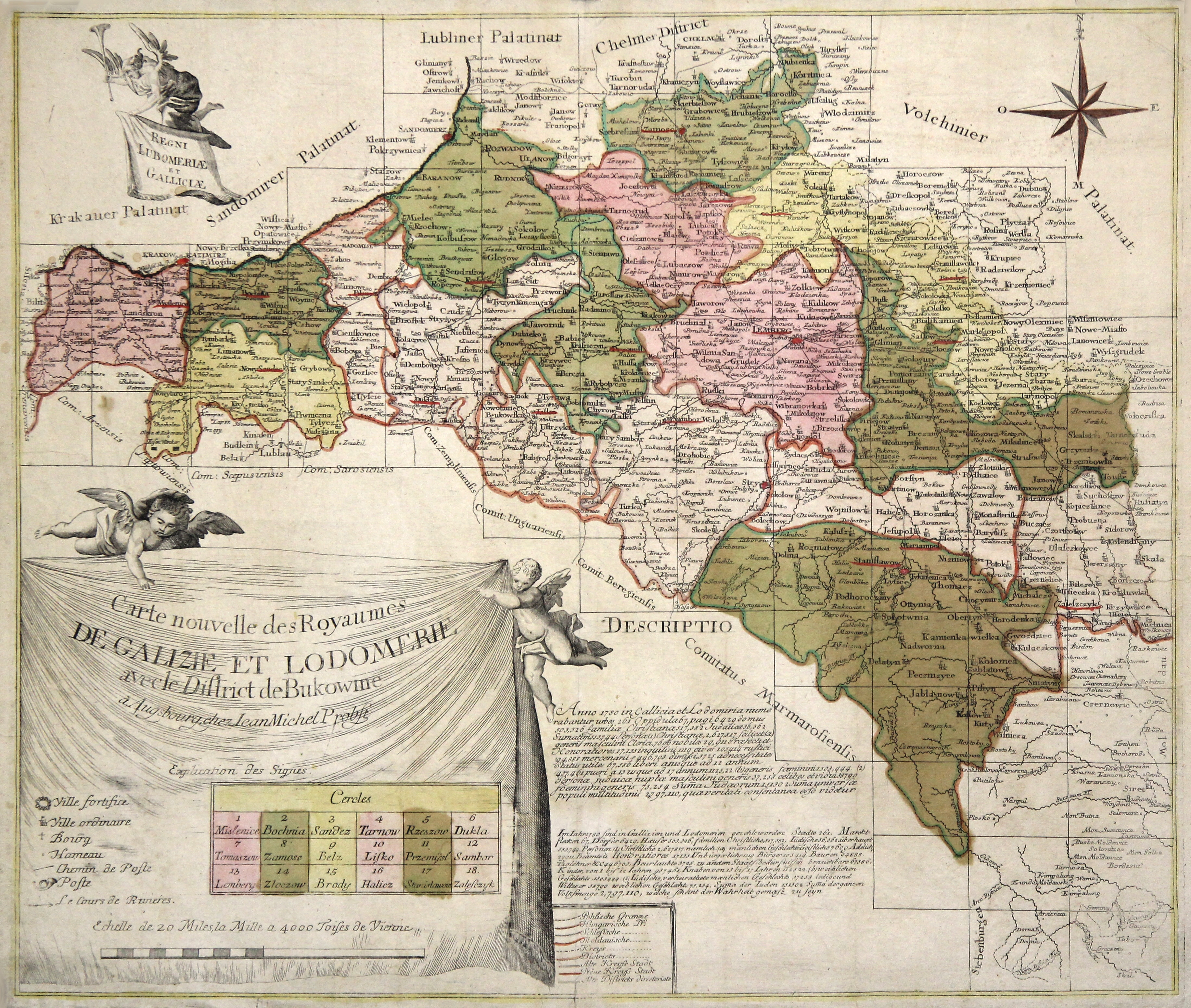
Projekt nowego podziału Galicji na cyrkuły (1780), cyrkuł sokalski oznaczony w projekcie wstępnie jako bełski

Cyrkuł sokalski z siedzibą w Sokalu utworzono w 1782 roku na ziemiach polskich zagarniętych przez Austrię podczas I rozbioru w ramach reformy administracyjnej w Galicji.
Już 2 września 1780 kancelaria nadworna wydała dekret, w którym poinformowała gubernatora o nowych decyzjach w sprawie organizacji administracyjnej. Cesarzowa Maria Teresa Habsburg już od dłuższego czasu planowała wprowadzenie reform mających na celu dostosowanie ustroju Galicji do zasad obowiązujących w niemieckich krajach dziedzicznych. Właśnie zapadła kluczowa decyzja o przekształceniu dotychczasowych dystryktów w cyrkuły. W związku z tym polecono rozpoczęcie prac nad opracowaniem planu reorganizacji. Jednocześnie określono główne wytyczne, które miały stanowić podstawę przy tworzeniu tego planu. Szczególny nacisk położono na to, aby siedziby władz cyrkułów znajdowały się możliwie jak najbliżej ich centrum. Choć zalecano, aby obszary poszczególnych cyrkułów były w miarę równe pod względem powierzchni, nie należało traktować tej zasady zbyt rygorystycznie – w przypadku istnienia ważnych powodów możliwe były odstępstwa od równomiernego podziału. Zwrócono również uwagę, że nie powinno się bez wyraźnej potrzeby zmieniać lokalizacji siedzib władz, ponieważ wiązałoby się to z licznymi trudnościami – między innymi z koniecznością przeniesienia archiwów, które przez osiem lat znacznie się rozrosły. Na zakończenie podkreślono wagę odpowiedniego doboru kadry kierowniczej do obsadzenia nowych stanowisk.
Zgodnie z przyjętymi wytycznymi opracowano memoriał z 1 grudnia 1780, w którym przedstawiono projekt nowego podziału administracyjnego Galicji na 18 mniejszych cyrkułów na bazie dotychczasowych osiemnastu dystryktów. Jednym z nich był cyrkuł sokalski, który powstał w oparciu o dotychczasowy dystrykt Sokal (1775–1782), należący do zniesionego cyrkułu bełskiego (1773–1782).
Jednak już kolejny rok przyniósł znaczne zmiany. W patencie z 25 listopada 1783 zaznaczono, że praktyka urzędowania i wygodniejsze położenie skłoniły rząd do zmian niektórych siedzib urzędów cyrkularnych, a co za tym idzie – granic cyrkułów. Powstał wtedy nowy cyrkuł żółkiewski z siedzibą w Żółkwi, który utworzono:
- z północnej części cyrkułu lwowskiego (z Żółkwią, Kulikowem i Kukizowem),
- z zasadniczej części cyrkułu sokalskiego (z Sokalem, Bełzem, Krystynopolem, Magierowem, Mostami Wielkimi, Tartakowem, Uhnowem i Warężem),
- z południowej części zniesionego cyrkułu tomaszowskiego (z Cieszanowem, Lipskiem, Lubaczowem Lubyczą, Mostami, Narolem, Niemirowem, Oleszycami, Płazowem, Potokami, Potyliczem i Rawą).

Wschodnie połacie cyrkułu sokalskiego (z Chołojowem, Radziechowem, Sokołówką, Stojanowem, Toporowem i Witkowem) włączono do cyrkułu brodzkiego, co oznaczało zarazem zniesienie cyrkułu sokalskiego.